# Bewcastle Castle
Bewcastle Castle er ruinen af en borg i Bewcastle Sogn i det engelske county Cumbria få kilometer fra grænsen til Skotland.

## Historie
Borgen blev opført i 1092, hvor romerne i Britannien havde  et fort. Borgen er omkranset af en tør voldgrav, og den nordlige og østlige del af voldgraven genbruger den romerske grøft. Borgen blev ødelagt i 1173, men blev genopbygget i slutningen af 1300-tallet. Den forfaldt til begyndelsen af 1400-tallet, hvor Edvard 4 gav den til sin bror, hertugen af Gloucester, den senere kong Richard 3. Bygningerne blev repareret og portbygningen blev muligvis tilføjet. Fra slutningen af 1400-tallet ejede Huset Musgrave borgen, til den blev ødelagt af Cromwell i 1641. Borgen var ruin i hele 1600-tallet. Selv om en stor del af stenene er genbrugt, står en stor del af portbygningen stadig.
Ordet "castle" i stednavnet Bewcastle refererer sandsynligvis til det romerske fort, som borgen blev bygget på, det giver borgen det usædvanlige navn med to "castle" efter hinanden.